# Bhilakhedi
Bhilakhedi é uma vila no distrito de Hoshangabad, no estado indiano de Madhya Pradesh.

## Demografia
Segundo o censo de 2001, Bhilakhedi tinha uma população de 11 161 habitantes. Os indivíduos do sexo masculino constituem 53% da população e os do sexo feminino 47%. Bhilakhedi tem uma taxa de literacia de 82%, superior à média nacional de 59,5%; a literacia no sexo masculino é de 87% e no sexo feminino é de 76%. 10% da população está abaixo dos 6 anos de idade.